# جاده ابریشم
جاده ابریشم شبکه‌ای از مسیرهای بازرگانی در اوراسیا بود که از سدهٔ دوم پیش از میلاد تا میانۀ سدهٔ پانزدهم میلادی برقرار بود. این مسیر با بیش از ۶۴۰۰ کیلومتر درازا، نقش اصلی در تسهیل تعاملات اقتصادی، فرهنگی، سیاسی و دینی میان شرق و غرب داشت. نام «جاده ابریشم» برای نخستین بار در پایان سدۀ نوزدهم ابداع شد، اما برخی کارشناسان به جای آن از «مسیرهای ابریشم» استفاده می‌کنند تا گسترهٔ وسیع‌تری از مسیرهای خشکی و دریا که آسیا، آفریقا و اروپا را به هم متصل می‌کند، نشان دهند.
جاده ابریشم نام خود را از بازرگانی بسیار پرسود منسوجات ابریشمین که تقریباً منحصراً در چین تولید می‌شد، گرفته است. این شبکه با گسترش دودمان هان به آسیای میانه در حدود سال ۱۱۴ پیش از میلاد از راه مأموریت‌ها و اکتشافات فرستاده امپراتوری چین ژانگ کیان آغاز شد که منطقه را تحت کنترل یکپارچه قرار داد. امپراتوری اشکانی پلی به شرق آفریقا و دریای مدیترانه ایجاد کرد. در اوایل سدهٔ اول میلادی، ابریشم چینی به‌طور گسترده‌ای در رم، مصر و یونان پرطرفدار می‌شد. سایر کالاهای پرسود شرق شامل چای و رنگ وعطر و ظروف چینی بود. از جمله صادرات غرب اسب و شتر و عسل و شراب و طلا بود. جدای از تولید ثروت اعتناپذیر برای طبقات نوظهور بازرگانی، تکثیر کالاهایی مانند کاغذ و باروت به شدت مسیر قلمروهای گوناگون را تغییر داد.

## جغرافیای مسیر
این راه از شهرستان توان هوانگ در چین به ولایت کانسو می‌آمد و از آنجا داخل ترکستان شرقی امروزی می‌شد و از درون آسیای میانه می‌گذشت و از راه بیش‌بالیغ و آلمالیغ و اترار به سمرقند و بخارا می‌رسید. در بخارا قسمت اصلی آن از راه کویان (جوین) مرو، سرخس، نیشابور، گرگان، بام و صفی‌آباد و جاجرم به ری می‌آمد و از ری به تاکستان و زنجان و شمال همدان از سمت کبودرآهنگ سمت شمال این شهر نزدیک کوه قولی یابا و اردبیل و تبریز و ایروان می‌رفت و از ایروان به ترابوزان یا بیکی از بندرهای شام پایان می‌گرفت. قسمت فرعی این راه از سمرقند به خوارزم و از خوارزم به سرای و هشترخان و از آن جا به کنار رودخانهٔ «دن» و بندرهای دریای آزف پایان می‌یافت. مهم‌ترین کالایی که از ایران می‌گذشت، ابریشم بود، اما چون ایرانیان مقدار بسیاری از ابریشم خام چین را که وارد می‌کردند، به خود تخصیص می‌دادند می‌توانستند فرآورده‌های خویش را به هر بهایی که بخواهند، به کشورهای باخترزمین بفروشند.

### مسیرها

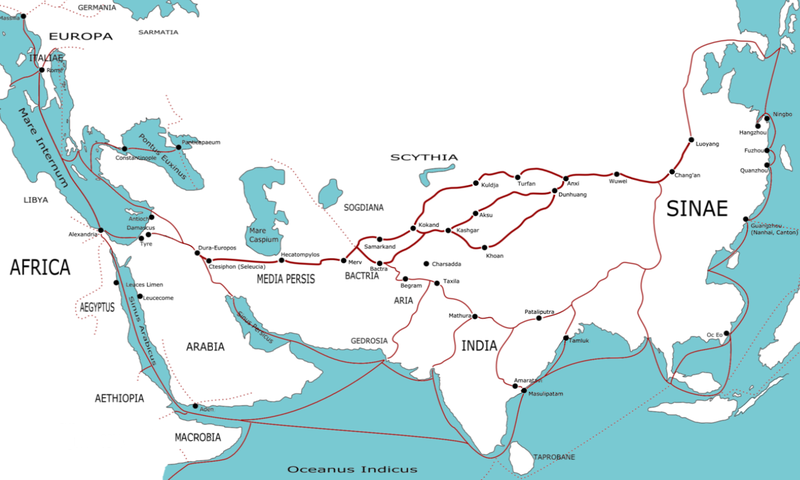
جادهٔ ابریشم در سدهٔ یکم میلادی (اسامی نواحی و دریاها به لاتین نوشته شده‌اند)

با آغاز مسیر از شهرهای ساحلی شرق چین و برای پیشگیری عبور از بیابان‌های مرکزی چین، این مسیر به دو راه شمالی و جنوبی تقسیم می‌شد.
مسیر شمالی که امروزه بیشتر از آن با نام «راه ابریشم» یاد می‌شود از روستای توان هوانگ (شهر شیان) آغاز می‌شد و پس از گذر از ایالت‌های گوناگون در چین و پیش از رسیدن به بیایان بزرگ مرکزی چین به سه راه گوناگون بخش می‌شد که دو تای آن‌ها از شمال بیابان و یکی از جنوب آن عبور می‌کرد.
مسیر جنوبی یک مسیر ثابت بود و با گذشتن از مرزهای چین، این مسیر وارد قرقیزستان کنونی می‌شود که نخستین منزل آن اوزکند و سپس اوش از جمله کانون‌های مهم تولید ابریشم بود و هم‌اکنون بزرگ‌ترین کارخانهٔ ابریشم کشی و ابریشم بافی را در خود دارد. پس از آن وارد سرزمین فرغانه شده و پس از گذر از سمرقند و بخارا و جیحون به مرو و سپس سرخس کنونی می‌رسیده است.
از سرخس تا نیشابور منازل رباط شرف، رباط ماهی، رباط چاهک، توس نوغان، طرق، شریف‌آباد، الحمرا و دیزباد قرار داشت. منازل نیشابور تا ری و استان سمنان.
راه ابریشم پس از گذشتن از ری، تاکستان، ساوه، کبودرآهنگ مزدقان (جرفادقان)، همدان، و گردنهٔ اسدآباد، کنگاور، صحنه، بیستون، فرمیس (کرمانشاه)، مازورستان، حلوان، قصر شیرین، جلولاء، دسکره‌الملک (دستگرد ساسانی) و نهروان وارد بغداد می‌شده است و در کرانه رود فرات ادامه می‌یافت و به حدیثه می‌رسید و سپس در ساحل دریای مدیترانه به شهر انکاکیه می‌انجامید که آخرین منزل راه زمینی بود. از حدود ۱۴ سده پیش، در زمان پادشاه دودمان هان در شرق چین، یک مسیر دریایی که البته به‌طور رسمی بخشی از جادهٔ ابریشم نبوده است، نیز به کار می‌رفت.

### جاده ابریشم در ایران
جاده ابریشم در مسیر اصلی و مسیرهای فرعی خود از ایران می‌گذشت و ایران به‌عنوان یکی از مهم‌ترین کشورهای بازرگانی مسیر آن، نقش ترانزیت (واسطه) را داشت. مهم‌ترین قسمت راه ابریشم، از سرخس وارد کشور شده و بعد از عبور از شهرهای مشهد، نیشابور، سبزوار، شاهرود، بسطام، ساری، سمنان، کاشان، ری، الموت، به شهر قزوین می‌رسید. جاده ابریشم در شهر قزوین به دو شاخه تقسیم می‌شد؛ یک شاخه آن در جهت شمال غرب، از شهرهای سراب، تبریز و خوی می‌گذشت و از آنجا در بیرون از مرزهای ایران امتداد می‌یافت؛ راه دیگر در جهت غرب با گذر از شهرهای همدان و کرمانشاه، از ایران خارج می‌شد.

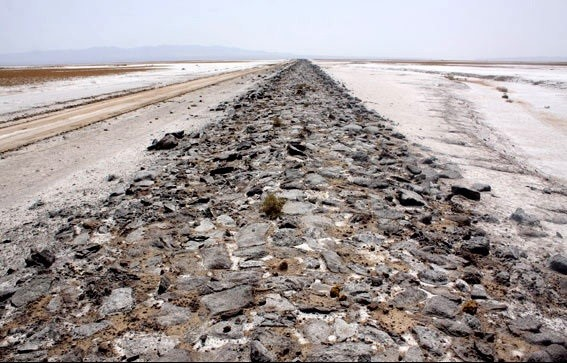

شهرهای دیگری که در مسیر اصلی و فرعی راه ابریشم قرار داشتند عبارتند از: نوار ساحلی ایران از گرگان و ساری و شهرهای گیلان و شهرهای همدان و زنجان و بیستون و کرمانشاه و سنندج و تکاب و کندوان و تبریز و میانه و کلیبر و چالدران بودند.

### راه اندازی دبیرخانه بین‌المللی اتحاد گردشگری شهرهای جاده ابریشم

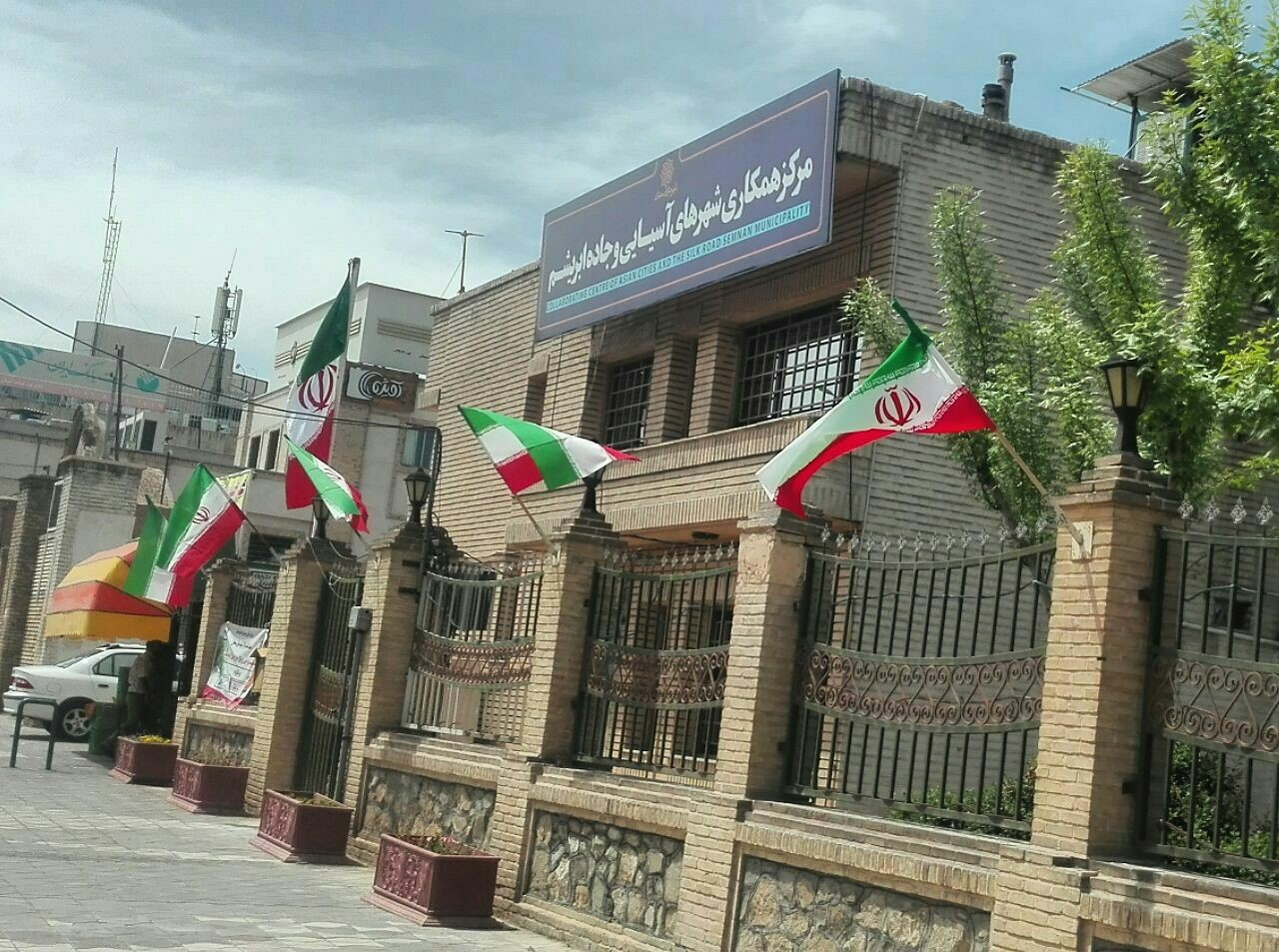

## ریشه نام
نخستین کسی که نام راه ابریشم را در سال ۱۸۷۷ میلادی، برای این مسیرها برگزید، جغرافی‌دان آلمانی فردیناند ریختوفن بود. وی به سبب حمل ابریشم چین از این راه به دریای مدیترانه و مناطق گوناگون دیگر بین راه، این نام را برگزید. دربارهٔ نام جاده ابریشم در ایران و دیگر کشورها دیدگاه‌های گوناگونی وجود دارد. منوچهر ستوده استاد جغرافیای تاریخی در مقاله‌ای بر این باور است که این نام نادرست است و نباید آن را به کار برد. محمدابراهیم باستانی پاریزی در کتاب اژدهای هفت سر از این نام دفاع کرده و جاده ابریشم را ریسمان فرهنگی جوامع گوناگون می‌داند. ناصرتکمیل همایون که در دهه ۱۹۹۰ میلادی نماینده ایران در شبکه جاده ابریشم یونسکو بوده است نیز همین نظر را در کتاب جاده ابریشم مطرح کرده است. حسن باستانی راد نیز که از ۲۰۱۳ نماینده ایران در شبکه جاده ابریشم یونسکو است در مقاله‌ای با عنوان «نقش زربفت و فرهنگ ایرانی در نامگذاری جاده ابریشم» ضمن ارائه نظریات گوناگون دربارهٔ این نامگذاری، مستنداتی ارائه کرده مبنی بر اینکه نام جاده ابریشم را ریشتهوفن به تأثیر از بازرگانی بافته‌های زربفت ایرانی در آسیای میانه در زمان او و شهرت آن و همچنین متأثر از فرهنگ ایرانی برگزیده است.

### چرایی نامگذاری
نامورترین کالایی که به‌مدت چندین سده در شبکه راه‌های بازرگانی میان خاور دور و آفریقا و اروپا تبادل می‌شد «ابریشم» بود. به‌این جهت نام این مسیر به «جاده ابریشم» شهرت یافت. ابریشم در چین و مناطق نزدیک به آن در خاور تولید می‌شد و از گران‌ترین کالاهای مورد مبادله به‌شمار می‌رفت.
بازرگانی در امتداد کمربند اقتصادی جاده ابریشم شامل میوه، سبزیجات، دام‌ها، چرم، پوست، غلات، اشیای مذهبی، ابزارآلات هنری، سنگ‌های قیمتی و فلزات نیز می‌شد؛ همچنین زبان و فرهنگ و باورهای دینی و فلسفه و دانش را نیز دربر می‌گرفت.
دولت چین در سدهٔ سوم میلادی کاغذ را اختراع کرد و استفاده از آن از طریق جاده ابریشم رواج یافت. این صنعت در آغاز در حدود سال ۷۰۰ میلادی به سمرقند رسید و زان‌پس از راه بنادر مسلمان سیسیل و اسپانیا به اروپا رفت. ورود کاغذ به اروپا تغییرات صنعتی اعتناپذیری داشت و برای نخستین بار واژه‌های مکتوب را به ارتباطات جمعی اضافه کرد. ادویه‌های غنی شرقی به سرعت در غرب محبوب شدند و به‌تدریج آشپزی را در اروپا تغییر دادند. فنون ساخت شیشه از ایران به شرق چین صادر شد.
مورخان به واردات باروت از طریق مسیر جاده ابریشم به اروپا در دهه ۱۳۰۰ اشاره می‌کنند که برای ساخت توپ در انگلستان به‌کار رفت. منشأ باروت به‌طور دقیق شناخته نیست؛ اما بسیاری پیشینهٔ آن را به آتش‌بازی در چین می‌رسانند. باروت بر تاریخ سیاسی اروپا تأثیرات فراوانی گذاشت و صادرات آن برای دولت‌های اروپایی که در جنگ از آن بهره می‌بردند، اهمیت بسیاری داشت.

## پیشینه

### پژوهش‌های باستان‌شناختی
پژوهش‌های باستان‌شناختی در مسیر جادهٔ ابریشم به شکل جدی از سدهٔ نوزدهم میلادی و با یاری گرفتن از اروپایی‌ها آغاز شده است. گنجینه‌ای از این اشیای باستانی اکنون در موزهٔ هرمیتاژ سنت‌پترزبوگ نگه داشته می‌شود. در سال ۲۰۱۴ بخشی از این اشیا در آمستردام به نمایش درآمد.

### زمان پیدایش
- در حدود ۴ تا ۶ هزار سال پیش از میلاد، مردم باستانی که در محدودهٔ صحرای غربی و مصر زندگی می‌کردند، از جنوب غربی آسیا، جانوران اهلی به این منطقه می‌آوردند.
- پیش از آغاز دورهٔ فرعون‌ها در مصر، در حدود ۴ هزار سال پیش از میلاد، از منطقهٔ کنعان (فلسطین امروزی) ظرف‌های سفالی خریداری می‌کردند.

### سیاست ایران در دوره ساسانی

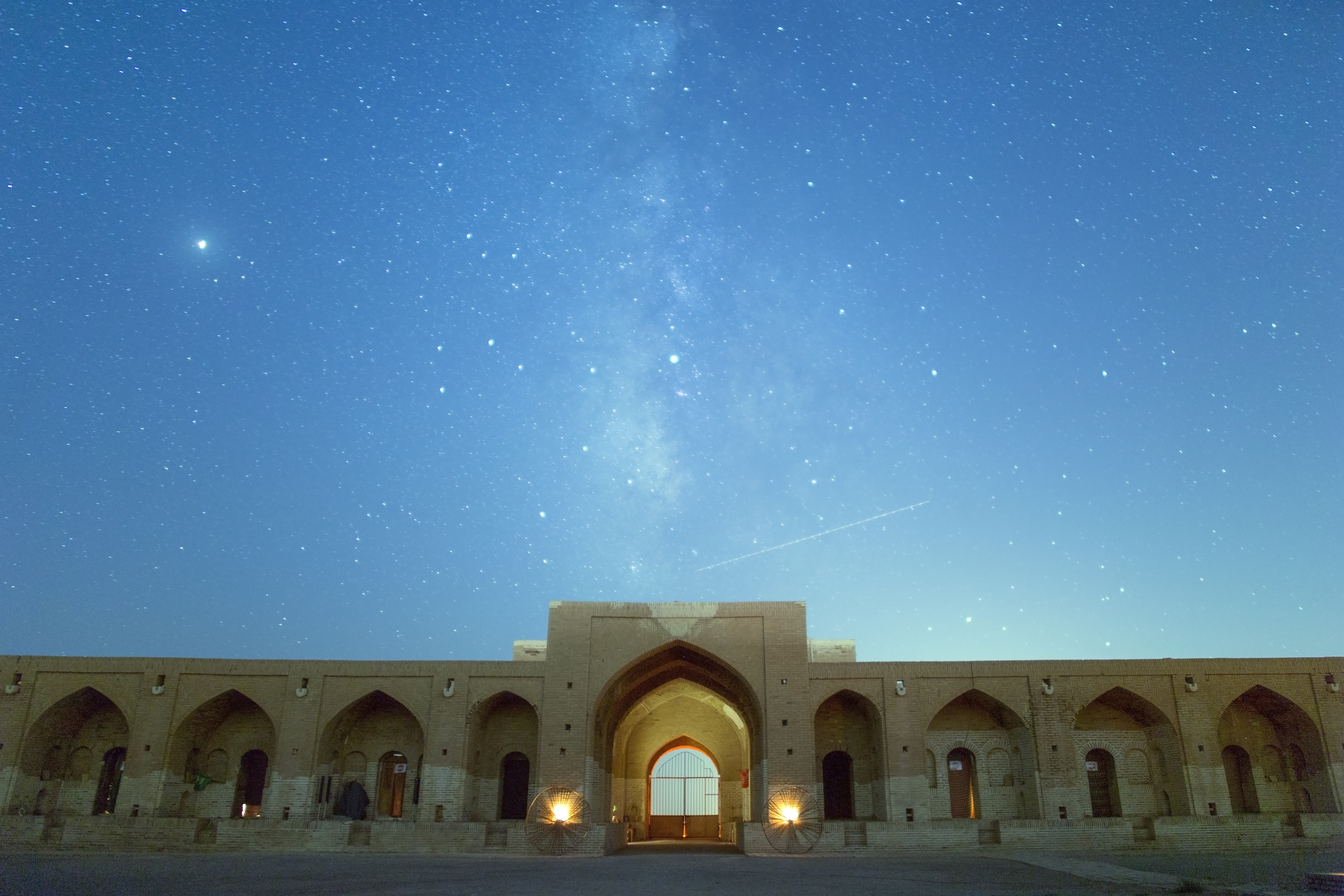
کاروانسرای ساسانی دیرگچین بر سر راه جادهٔ ابریشم

در زمان ساسانی راه بزرگ درآمد برای شاهنشاهی ایران، بازرگانی ابریشم و اخذ حقوق گمرکی از بازرگانان و کاروانیانی بود که از ایران می‌گذشتند. چین در آن روزگار از ایران، وسمه و فرش و سنگ‌های گران‌بها و پارچه وارد می‌کرد. یکی از صادرات مهم چین به ایران ابریشم بود که در دربار بیزانس حکم ارز را داشت و مهم‌تر از طلا و سنگ‌های گران‌بها بود.
هدف ایران از در دست داشتن راه ابریشم افزایش گردش کالا نبود بلکه کم‌توان نمودن رومی‌ها بود. دولت ایران همواره بهای ابریشم را بالا می‌برد تا از این رهگذر از بیزانس طلا و پول بیشتری را به چنگ آورد و امپراتوری بیزانس را از لحاظ نظامی کم توان کند.
روشن است که بیزانس نیز نمی‌توانست به چنین سیاستی از سوی دولت ایران تن در دهد از این رو همواره راه دشمنی با ایران را در پیش می‌گرفت. دربار بیزانس می‌دید که در فاصله‌های صلح‌آمیز میان جنگ‌ها، همواره مقدار چشمگیری طلا از بیزانس به ایران سرازیر می‌شود. از این رو به کوشش برمی‌خواست ولی تلاش رومی‌ها برای رهایی از این وابستگی اقتصادی همواره بیهوده می‌ماند.

### رقابت میان ایران و بیزانس و ترکان، بر سر جاده ابریشم
حدود سال ۵۳۱ میلادی یوستی نیانوس یکم کوشید تا از راه اقیانوس هند و به وسیلهٔ ملوانان حبشی ابریشم را مستقیم به دست آورد ولی ایرانیان در بندرهای هند از نفوذی فراوان برخوردار بودند. از این رو حبشی‌ها نتوانستند در رقابت با ملوانان ایرانی توفیقی به دست آورند. در سال ۵۷۰ میلادی خسرو انوشیروان با گرفتن یمن راه دریای سرخ و اقیانوس هند را یکسره بر بیزانس بست. در این روزگار خاقان‌های ترک وارد عرصهٔ سیاست شدند. پس از نابودی هیتال‌ها، سغدی‌ها به پیروی از ترک‌ها درآمدند. ترک‌ها از راه خشکی می‌خواستند وارد دادوستد با بیزانس بشوند ولی برای انجام چنین کاری موافقت ایران لازم بود و خسرو انوشیروان هرگز راضی به چنین موافقتی نبود. برای حل مسئله ایستمی خان فرمانروای سغد نزد امپراتور یوستی نیانوس یکم رفته و قرار بر این شد که ترک‌ها و بیزانس به اتفاق یکدیگر ایران را مورد حمله قرار بدهند. سواران ایستمی خان به سرعت از رود آمو گذشتند ولی چون استحکامات ایران به دید ترک‌ها غیرقابل گذر می‌نمود حملهٔ ترک‌ها متوقف ماند. در سال ۵۷۱ میلادی خسرو انوشیروان سند، بست، رخج، زابلستان، طخارستان و کابلستان را گرفت اما سغد در اختیار ترک‌ها ماند. در فاصلهٔ سال‌های ۵۶۷ و ۵۷۱ میلادی ترکان همهٔ سرزمین شمال قفقاز را تصرف کردند و با امپراتوری بیزانس هم‌مرز شدند اما انوشیروان بیزانس را شکست داده و خزرها و ترک‌ها را مجبور به پیروی از ایران کرد. برای ترک‌ها چاره‌ای جز این نبود که به ایران یورش برند و راه ابریشم را به چنگ خود درآوردند. بی‌گمان این اقدام سبب دگرگونی‌های اقتصادی بزرگی در ایل ترک‌ها می‌شد. در سال ۵۸۹ میلادی اتحادی رسمی میان ترک‌ها و بیزانس شکل گرفت در این روزگار هرمز چهارم بر اریکهٔ شاهی ایران تکیه داشت، در همین هنگام لشگریان ترک و خزر به آران و ارمنستان حمله‌ور شدند. در شرق نیز ساوه شاه فرمانروای ترک‌ها به ایران یورش برد. پیاده‌نظام سپاه ایران، در برابر ترک‌ها تاب پایداری نیاورد. در تیسفون رأی هرمز چهارم بر این قرار گرفت که بهرام چوبین را برای رویارویی به سوی ترک‌ها گسیل دارد. بهرام توانست سپاه ترک را شکست داده و یک ماه در هرات ماند و غنیمت‌های به دست آمده را میان شاهنشاه و سپاه خویش، بخش کرد.

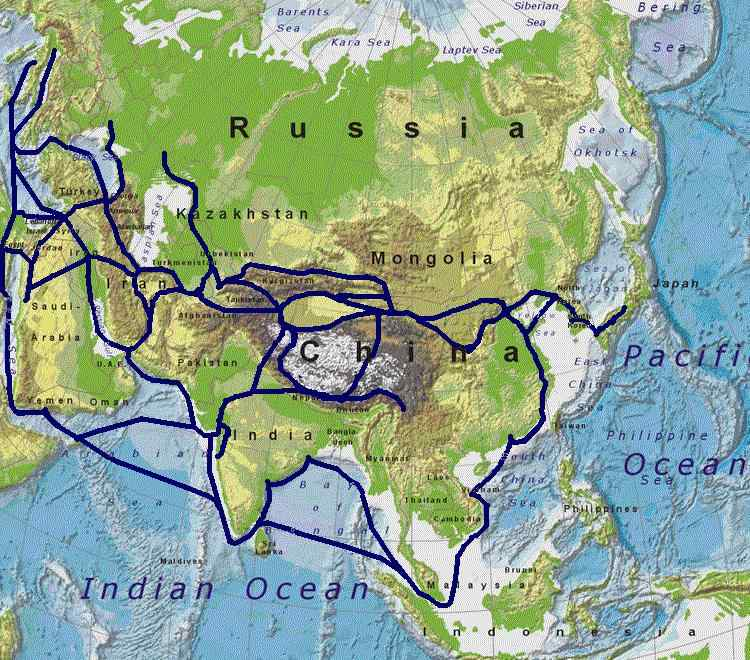
مسیر جادهٔ ابریشم

در سال ۶۰۲ میلادی جنگ‌های ایران و بیزانس دوباره آغاز شد ولی در عمل حمله سپاه ایران به سال ۶۰۴ میلادی آغاز گردید و کم و بیش بیست سال به درازا انجامید. گرفتاری خسرو پرویز در پیکارهای او در غرب و جنگ با بیزانس سبب شد که وی نتواند به امور مرزهای شرقی به خوبی بپردازد.
حدود سال ۶۰۴ میلادی وضع داخلی خاقان‌های غربی ترک‌ها تا اندازه‌ای بهبود یافت و رفته رفته استوار شد.
راه اصلی کاروان رو از شمال کوه‌های تیان شان می‌گذشت و نخستین مراکز خاقان‌های غربی، در گائو چان و تورفان پدید آمد. در ناحیه کان شهر سمرقند که خود از شهرهای باستانی سغد بود، مرکزی عمده در مسیر این راه کاروان رو پدید آمد. بعدها راه کاروان رو دیگری نیز پدید آمد که از کاشغر، ختن، فرغانه، تخارستان و سرزمین هیتال‌ها (هپالی‌ها) می‌گذشت. این سرزمین‌ها نیز به تصرف خان‌های ترک درآمدند. در این زمان به سبب جنگ‌های سخت در مرزهای غربی و شمالی ایران، تجارت ابریشم از سوی بازرگانان سغد و خوارزم که در منطقه نسبتاً آرام آسیای میانه به سر می‌بردند، رواج پیدا کرد.

## ارزش
جادهٔ ابریشم را شاید بتوان مهم‌ترین جادهٔ دنیا تا سدهٔ پانزدهم میلادی دانست. این جاده نه تنها باربری کالا را ممکن می‌کرد بلکه باعث تبادل باورهای فکری مثل اسلام، هندوئیسم، بودیسم و مسیحیت نیز شد. به علاوه بیماری‌هایی مانند طاعون نیز از این مسیر منتشر می‌شدند. این بیماری‌ها در سده‌های دوم و سوم باعث کاهش جمیعت در چین و مدیترانه و در نتیجه تضعیف شاهنشاهی‌های این نواحی شدند.

## جاده ابریشم جدید
طرح جاده ابریشم جدید با هدف اتصال کشورهای جنوب شرقی آسیا به غرب در سوم اکتبر سال ۲۰۱۳ به‌دست رئیس‌جمهور چین، شی جین پینگ، مطرح و در ۱۶ مه ۲۰۱۷ طی مراسمی در کشور چین با حضور رهبران سی کشور جهان، افتتاح شد.
این جاده قاره آسیا را از طریق راه‌هروها، سرپل‌های دریایی، پل‌های زمینی و شبکه‌ای از نیروگاه‌های ویژه به اروپا و بخش‌هایی از آفریقا متصل می‌کند. جاده ابریشم فرصت‌های اقتصادی چین را به‌عنوان یکی از ابرقدرت‌های اقتصادی دنیا گسترش می‌دهد. این جاده امکانات جدیدی در اختیار دولت‌ها قرار داد تا بازرگانی خود از راه اروپا و آفریقا و آسیا را توسعه ببخشند. چین با حمایت اروپا، تسلط بر این جاده را به دست گرفت.
نام «جاده ابریشم جدید» برای توصیف چندین پروژه زیرساختی بزرگ به کار می‌رود که به‌دنبال گسترش حمل‌ونقل از طریق مسیرهای بازرگانی تاریخی هستند؛ از جمله شناخته شده‌ترین آن‌ها پل زمینی اوراسیا و جاده چین است که با نام ابتکار کمربند و جاده (Belt and Road Initiative) معرفی می‌شود؛ گذرگاهی میان‌قاره‌ای که چین را به آسیای جنوب شرقی، جنوب آسیا، آسیای میانه، روسیه و اروپا از راه زمینی متصل می‌کند و مناطق ساحلی چین را از طریق جاده ابریشم دریایی به یکدیگر پیوند می‌دهد.

### ایران در پروژه «ابتکار کمربند و جاده»
ایران به‌عنوان یکی از مهم‌ترین کشورهای مسیر جاده ابریشم جدید، می‌تواند نقش مهمی در تسریع اجرایی شدن آن ایفا کند. ایران از نظر چین، عنصر مرکزی در کمربند اقتصادی جاده ابریشم است و موقعیت راهبردی جغرافیایی به ایران در برنامه چین جایگاه حیاتی بخشیده است، بنابراین ایران می‌تواند گذرگاه دو جاده دریایی و زمینی ابریشم باشد. از سویی وجود زیرساخت‌های حمل‌ونقل و ثبات سیاسی و امنیت حاکم بر کشور، نگرانی‌ها در خصوص تسریع و پایداری بازرگانی از این راه را مرتفع کرده است.

### مجمع جهانی شهرهای در مسیر جاده ابریشم
مجمع جهانی شهرهای جادهٔ ابریشم به عنوان یک مرکز بین‌المللی فرهنگی و اقتصادی و گردشگری در ایران با نظارت آژانس برنامهٔ اسکان بشر ملل متحد UN-HABITAT با هدف تعامل سازنده و همکاری متقابل با ۳۰۰ شهر از ۷۳ کشور در مسیر جادهٔ ابریشم در راستای تحقق اهداف توسعهٔ پایدار با تشکیل کارگروه‌های فرهنگی و اقتصادی و گردشگری به مرکزیت شهر فرهنگی و تاریخی قزوین به عنوان مرکز جهانی شهروندان جادهٔ ابریشم در شهریورماه سال ۱۳۹۵ در کاروانسرای سعدالسلطنهٔ شهر قزوین برپا شد و آغاز به کار نمود.

### مرکز بین‌المللی جاده ابریشم سمنان
در نشست اتحاد بین‌المللی شهرهای گردشگری جاده ابریشم در سال ۲۰۲۳ که در شهر جیانگ چین و با حضور ۵۷ شهر از ۲۶ کشور در مسیر جاده ابریشم برگزار شد، به‌طور رسمی شهر سمنان به عنوان تنها نماینده ایرانی شهرهای جاده ابریشم جهان معرفی گردید.